# Ober-Mörlen
Ober-Mörlen est une municipalité allemande située dans le land de la Hesse et l'arrondissement de Wetterau.